# Бурих
Бурих (др.-греч. Βούριχος) — военачальник на службе Антигона I Одноглазого, один из ближайших приближённых Деметрия Полиоркета
По происхождению, предположительно, Бурих был греком. В 307/306 году до н. э. он участвовал в экспедиции войск Антигона под командованием его сына Деметрия в Грецию, а затем на Кипр. После победы при Саламине на Кипре летом 306 года до н. э. Деметрий отдал транспортные корабли Неону и Буриху с приказом преследовать и подбирать уцелевших. Предположительно, главной задачей Буриха и Неона было пленение как можно большего количества воинов Птолемея.
Афиней со ссылкой на Демохара при описании почестей, которые афиняне оказывали приближённым Деметрия писал: «и всё прочее было до крайности постыдно и унизительно: святилища Афродиты Ламии и Леэны, алтари, возлияния, почитание как героев его льстьцов Буриха, Адиманта и Окситемида. Даже пеаны пелись в честь каждого из них, так что сам Деметрий изумлялся происходящему и говорил, что при нем не осталось ни одного афинянина, великого и сильного духом». На основании данного фрагмента историки делают вывод, что Бурих был одним из ближайших и наиболее влиятельных приближённых Деметрия, так как именно степень близости к Деметрию, а не личные заслуги, определяла почести со стороны афинян.